# 오사카 이타미 공항
오사카 이타미 공항(일본어: 大阪伊丹空港, IATA: ITM, ICAO: RJOO)은 일본 오사카부 도요나카시와 이케다시, 효고현 이타미시에 걸쳐 있는 국내선 전용 공항으로 간사이 국제공항이 개항하기 전까지는 국제선도 같이 운영되어 왔으나 1994년 간사이 국제공항이 개항한 이후 현재는 국내선만 운영되고 있다.

## 역사
1939년 제2오사카 비행장으로 개장한 뒤 이타미 국제공항의 개장에 앞서 오사카는 기주 강 어귀에 있었던 함선 부두로서 사용되었고 이에 앞서 1931년에는 오사카 자치정부가 야마토 강 어귀에 오사카 제1공항 건설을 계획했으며 이 공항은 초기에는 주로 군용으로 사용되었다.
제2차 세계대전 말기인 1945년 미군은 이 비행장을 인도받아 이타미 공군 기지로 이름을 바꾸었고 그 후 1954년 마릴린 먼로와 조 디마지오가 허니문을 위해 이곳으로 들어오기도 했으며 1956년에는 「사요나라」라는 영화의 배경으로 사용되기도 했다.
이타미 국제공항이 오사카 국제공항으로 개명된 것은 1958년 일본에 반환된 이후로 1960년부터 국제공항으로 공식적으로 이용되기 시작했지만 소음 문제 등으로 인해 인근 주민들과 갈등이 빚어졌고 이로 인해 운항시간이 12시간으로 단축되었다.
1994년 간사이 국제공항이 오사카만의 인공섬 위에 개항한 뒤 오사카 국제공항은 국내선 전용으로 사용되기 시작한 후 현재에 이르고 있으며 1999년 일부 터미널을 공사해 정원을 만들기도 했다.
그 후 2008년 7월 간사이 국제공항에 항공 각사로부터 감편이 잇따르자 하시모토 도루 당시 오사카부 지사는 같은 해 7월 31일 오사카 국제공항의 폐지도 고려하여 간사이 3공항의 본연의 자세의 검토를 한다고 발표했다.
이 발표에 대해 많은 논란이 있었지만 공항을 관리하는 국토교통성은 "폐지는 곤란하다"라는 견해를 나타냈고 2009년 1월에 오사카 국제공항 폐지론을 철회함과 동시에 간사이 국제공항의 활성화를 중시해 간사이 3공항의 일체적 운영에 관해서는 장래적인 과제로 남겨두었다.
하지만 간사이 국제공항의 이용객이 지속적으로 감소하던 상황에서 재무체질을 개선하기 위해 2011년 일본 국회에 간사이 국제공항과의 통합 법인이 승인되었으며 2025년 1월 30일부터는 공항 운영사인 간사이 에어포트측에서 이 공항의 영어 명칭을 오사카 이타미 공항(Osaka Itami Airport)으로 명명했다.
그 이유는 일부 관광객들이 국내선만 존재하는 오사카 국제공항의 명칭을 간사이 국제공항으로 착각 및 혼동할 우려가 있기 때문에 이러한 혼란을 방지하고자 공항의 공식 영문명과 표지판을 오사카 이타미 공항으로 안내하고 있다.

## 운항 노선

### 북부 터미널
| 항공사           | 목적지 |
| ---------------- | --- |
| 일본항공         | 도쿄(하네다), 삿포로(신치토세), 아마미, 오키나와(나하) |
| 일본 에어 커뮤터 | 야쿠시마, 다지마 계절편: 다네가 |
| J-에어           | 도쿄(하네다), 가고시마, 고치, 구마모토, 나가사키, 니가타, 마쓰야마, 삿포로(신치토세), 센다이, 아오모리, 아키타, 오이타, 하코다테, 후쿠시마, 후쿠오카 계절편: 이와미 |
| 아마쿠사 항공    | 구마모토 |

### 남부 터미널
| 항공사        | 목적지 |
| ------------- | --- |
| 전일본공수    | 도쿄(하네다), 가고시마, 구마모토, 니가타, 미야자키, 삿포로(신치토세), 센다이, 오키나와, 하코다테 계절편 : 구시로                                                     |
| ANA 윙스      | 도쿄(하네다), 가고시마, 고치, 구마모토, 나가사키, 니가타, 마쓰야마, 삿포로(신치토세), 센다이, 아오모리, 아키타, 오이타, 하코다테, 후쿠시마, 후쿠오카 계절편 : 이와미 |
| 아이벡스 항공 | 가고시마, 니가타, 센다이, 오이타, 후쿠시마, 후쿠오카 |

## 교통

### 철도
- 오사카 공항역 - 오사카 고속철도 오사카 모노레일 선

### 버스
- 오사카부 (오사카역, 신오사카역, 난바역, 아베노역, 간사이 국제공항, 이타미시 교통학과)
- 효고현 (이타미역, 고베역)
- 교토부 (교토역)

### 도로
- 한신 고속도로 : 한신 고속도로 11호 이케다 선
- NEXCO 서일본 : 주고쿠 자동차도 주고쿠이케다 나들목(일본어판)
- 도도부현도 : 오사카부도 제11호 오사카 국제공항선

## 특이 사항
이타미 공항에서는 2006년부터 쌍발기 외 다른 항공기들의 이착륙은 특별 전용기, 소형 항공기 제외 전 기종의 이착륙을 제한함으로서 전일본공수나 일본항공 등은 대량 수송용 쌍발기 운항을 촉진하기 위해 보잉 777, 보잉 787, 에어버스 A350 등으로 대체되고 있는 추세다.

## 같이 보기
- 간사이 국제공항
- 고베 공항

## 사진

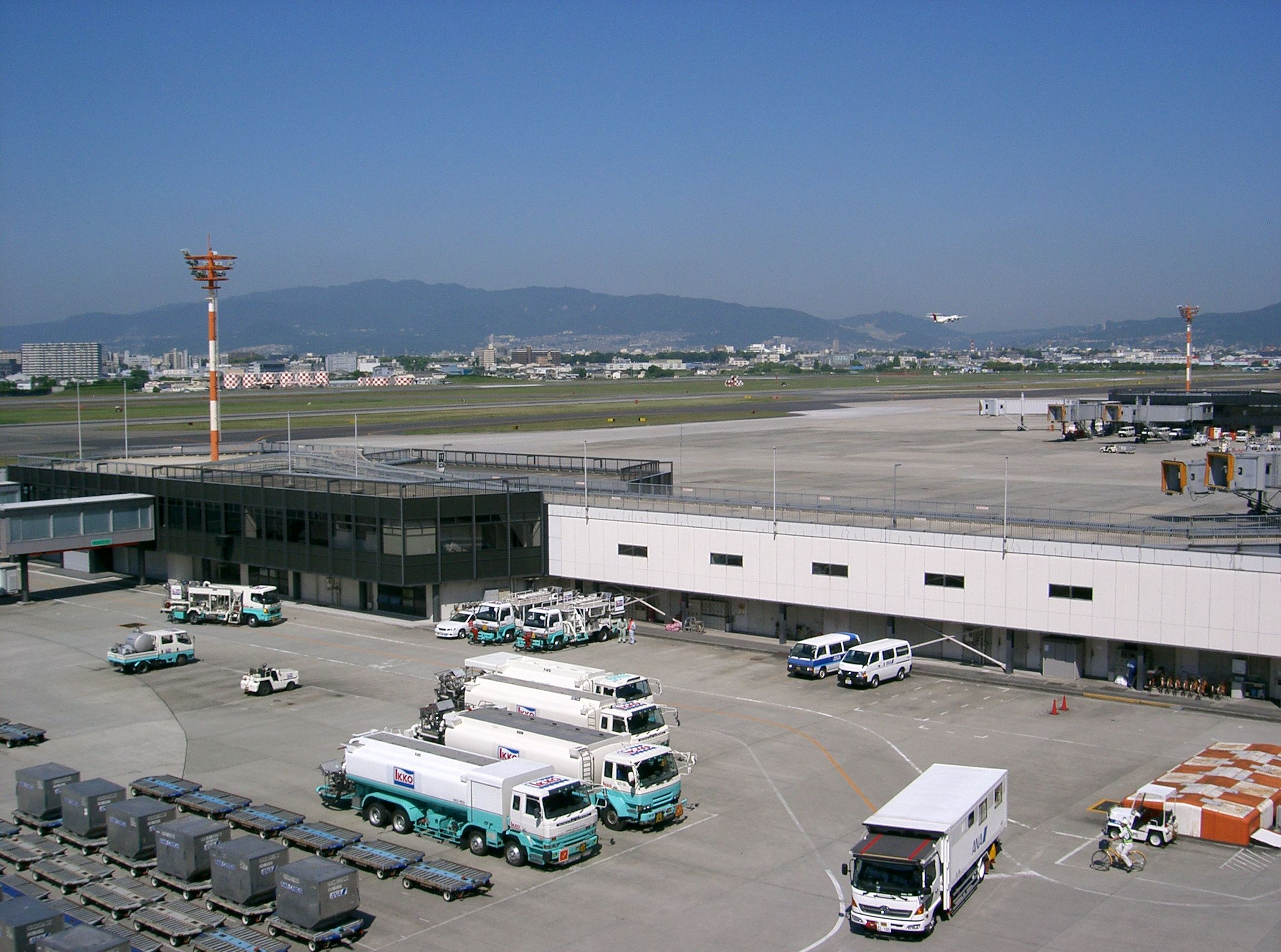
오사카 이타미 공항 터미널의 전경
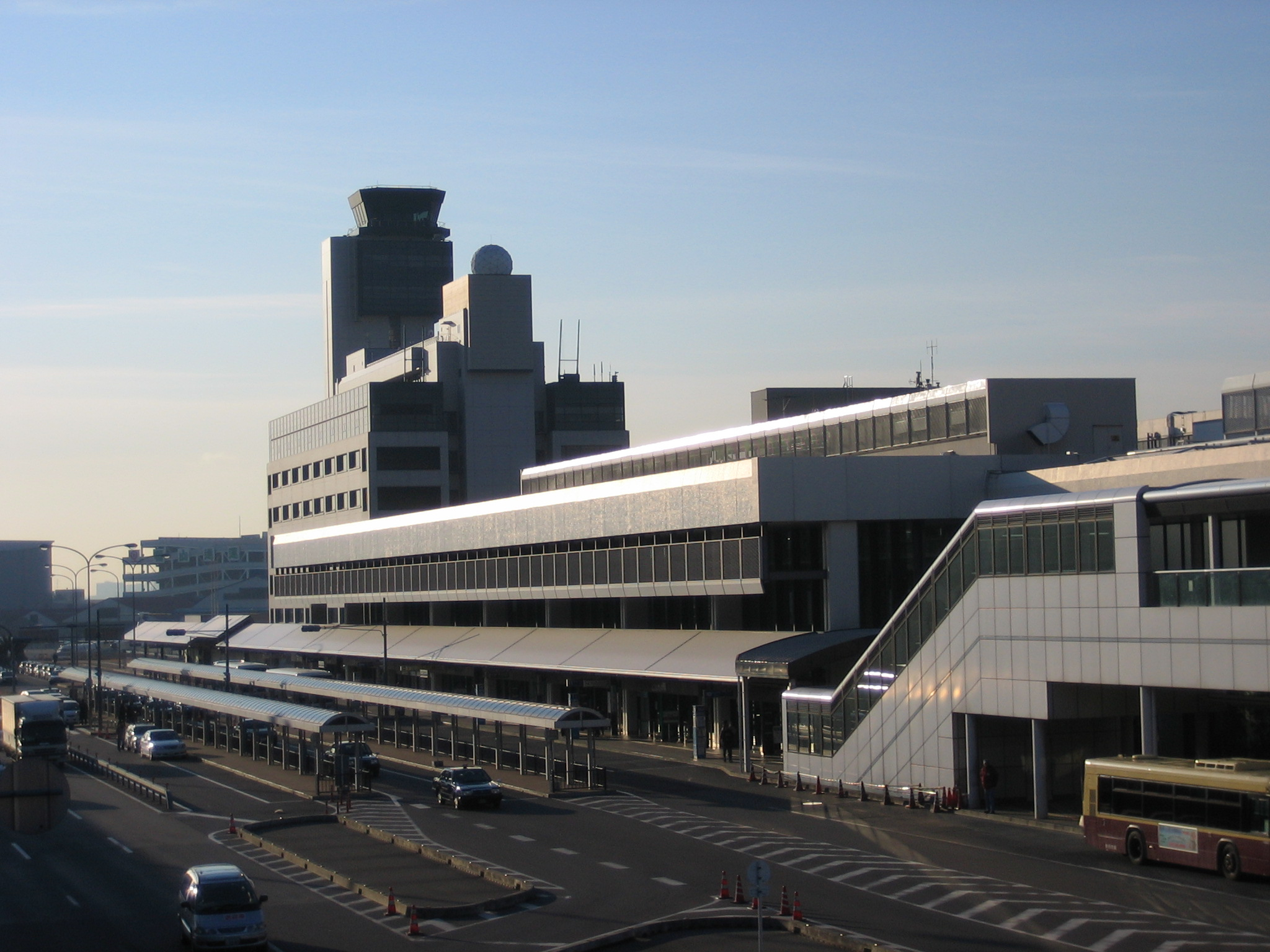
오사카 이타미 공항의 터미널
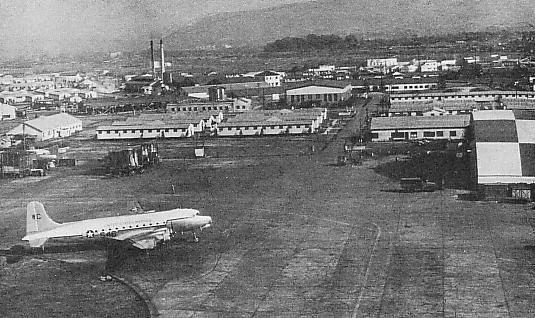
오사카 이타미 공항의 1950년 사진
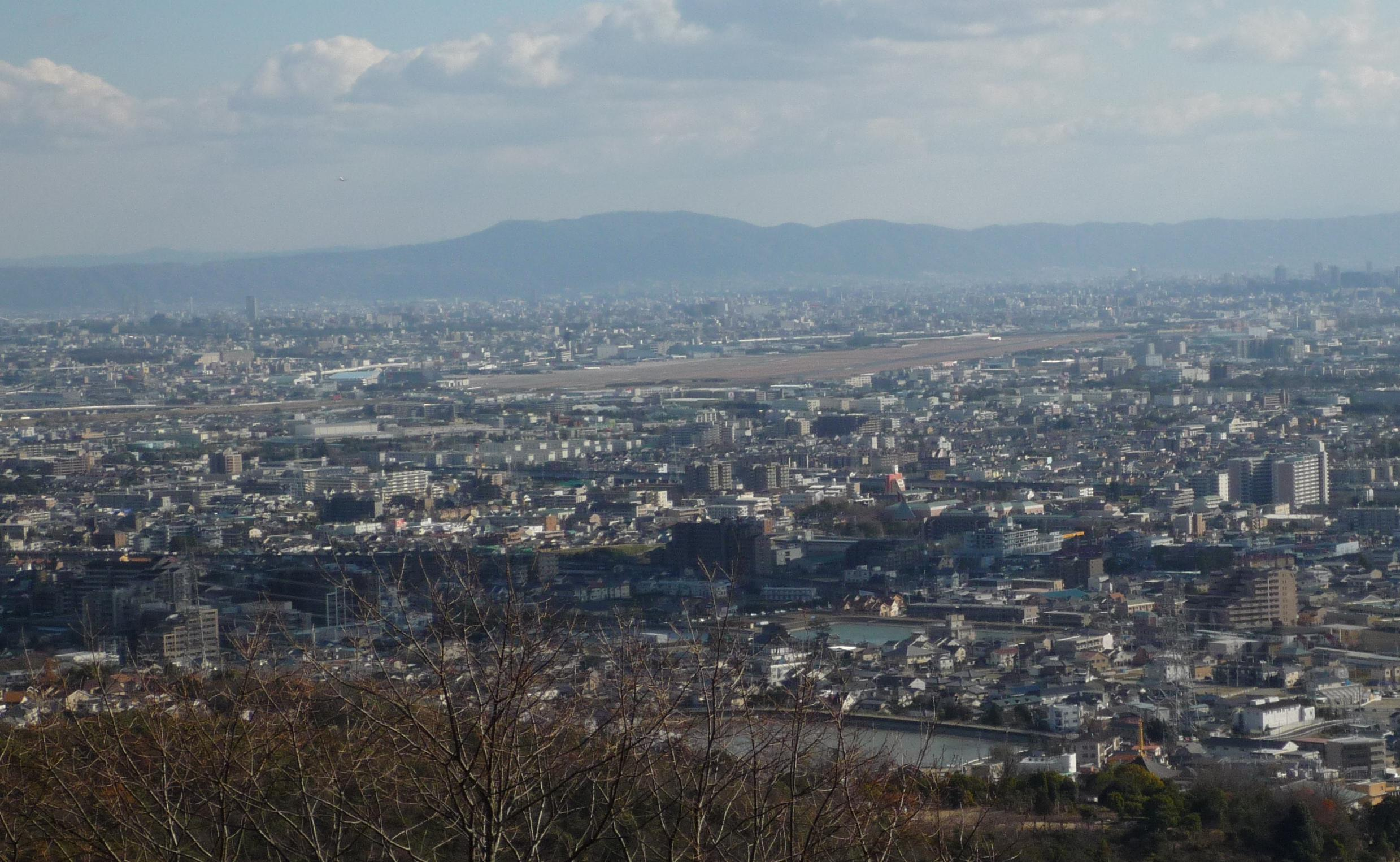
2009년에 찍은 오사카 이타미 공항의 전경
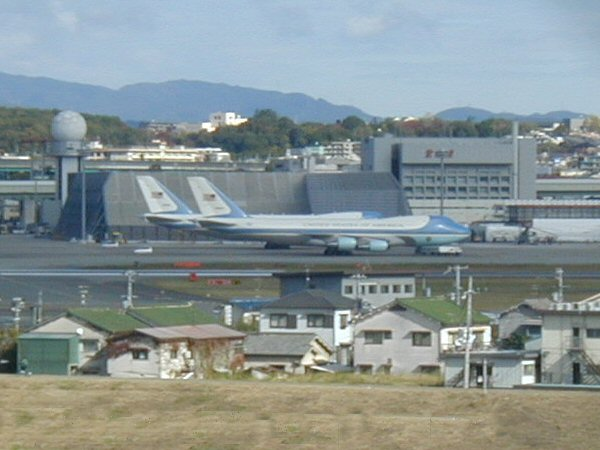
2005년에 찍은 VC-25의 주기 모습